# مقاطعة أليكزاندر (كارولاينا الشمالية)
مقاطعة أليكزاندر (بالإنجليزية: Alexander County)‏ هي إحدى مقاطعات ولاية كارولاينا الشمالية في الولايات المتحدة الأمريكية. مركز المقاطعة أو مقعدها هي مدينة تايلورزفيل. تأسست هذه المقاطعة سنة 1847.أصل هذه المقاطعة يأتي من: مقاطعة كالدويل، مقاطعة آيرديل، ومقاطعة ويلكس.